# Daïra de N'Gaous
La daïra de N'Gaous est une daïra d'Algérie située dans la wilaya de Batna et dont le chef-lieu est la ville éponyme de N'Gaous.

## Localisation
La daïra est située au centre de la wilaya de Batna.

## Communes
La daïra est composéé de trois communes : Boumagueur, N'Gaous et Sefiane.